# John Holmstrom
John Holmstrom (1954) es un dibujante de estadounidense, caricaturista y escritor. Fue cofundador de la revista Punk a finales de 1975 con la edad de 21 años, la labor de Holmstrom se convirtió en la representación visual de la época Punk. Durante la década de 1980 trabajó para varias publicaciones, como Stop! Magazine, Comical Funnies, Twist, High Times y Heavy Metal Magazine.
John Holmstrom es conocido por su cobertura de los álbumes de los Ramones: Rocket to Russia y Road to Ruin, así como sus personajes Bosko y Joe (publicado por Scholastic's Bananasmagazine de 1975-1984). En 2006, dio a conocer el cómic # 1 de Bosko, una colección de nuevos cómics de Bosko, en el marco del nuevo Punk Comics. John Holmstrom también ilustra la tapa del libro sobre los Ramones "On The Road With The Ramones" escrito por A. Monte Melnick el Tour Manager de los Ramones. En 2007 una película independiente titulada Loren Cass fue liberada, esta incluye el largometraje debut de John Holmstrom.
- Datos: Q2742920
- Multimedia: John Holmstrom / Q2742920